# Respect Yourself
Respect Yourself – osiemnasty album muzyczny Joe Cockera, wydany w roku 2002.

## Lista utworów
1. "You Can't Have My Heart" (John Shanks, Tonio K, C. J. Vanston) – 4:01
2. "Love Not War" (Barbara Griffin, Tom Snow) – 4:00
3. "You Took It So Hard" (Shanks, Tonio K, Vanston) – 4:27
4. "Never Tear Us Apart" (Andrew Farriss, Michael Hutchence) – 4:03
5. "This Is Your Life" (Shelly Peiken, Shanks) – 4:34
6. "Respect Yourself" (Luther Ingram, Mark Rice) – 5:14
7. "I'm Listening Now" (Shanks, Tonio K) – 5:01
8. "Leave a Light On" (Peiken, Shanks, Vanston) – 4:34
9. "It's Only Love" (Peiken, Shanks) – 3:55
10. "Every Time It Rains" (Randy Newman) – 3:34
11. "Midnight Without You" (Chris Botti, Paul Buchanan, Paul Joseph Moore) – 5:08

## Skład
- Joe Cocker – Wokal
- John Shanks – Gitara, wokal wspierający
- Rusty Anderson – Gitara
- Tim Pierce – Gitara
- Paul Bushnell – Gitara basowa
- C. J. Vanston – Organy Hammonda
- Patrick Warren – Syntezator, keyboard, organy Hammonda, Wurlitzer,
- Bruce Eskovitz – Saksofon
- Nick Lane – Puzon
- William Churchville – Trąbka
- Chris Tedesco – Trąbka
- Kenny Aronoff – Perkusja
- Lenny Castro – Instrumenty perkusyjne
- Julia Waters – Wokal wspierający
- Maxine Waters – Wokal wspierający
- C.C. White – Wokal wspierający
- Lucy Woodward – Wokal wspierający